# 西弗吉尼亞大學理工學院
西弗吉尼亞大學理工學院（West Virginia University Institute of Technology）是位於美國西弗吉尼亞州蒙哥馬利的一所四年制理工類學院，創立於1895年，當時是一所預科學校，1941年改現名。它是西弗吉尼亞大學最大的分校區，2015年《美國新聞與世界報道》未將其列入排名中。

## 外部連結
- 官方网站
- Official athletics website